# Верон (Кот-д’Ор)
Веро́н (фр. Véronnes) — коммуна во Франции, находится в регионе Бургундия. Департамент коммуны — Кот-д’Ор. Входит в состав кантона Селонже. Округ коммуны — Дижон.
Код INSEE коммуны — 21667.

## Население
Население коммуны на 2010 год составляло 397 человек.
| 1962 | 1968 | 1975 | 1982 | 1990 | 1999 | 2010 |
| ---- | ---- | ---- | ---- | ---- | ---- | ---- |
| 235  | 229  | 329  | 295  | 316  | 343  | 397  |

## Экономика
В 2010 году среди 261 человека трудоспособного возраста (15—64 лет) 195 были экономически активными, 66 — неактивными (показатель активности — 74,7 %, в 1999 году было 72,1 %). Из 195 активных жителей работали 187 человек (98 мужчин и 89 женщин), безработных было 8 (2 мужчин и 6 женщин). Среди 66 неактивных 25 человек были учениками или студентами, 24 — пенсионерами, 17 были неактивными по другим причинам.